# Kid Ory
Pour les articles homonymes, voir Ory.
Edward « Kid » Ory (25 décembre 1886 - 23 janvier 1973) est un tromboniste de jazz et chef d'orchestre américain. Également compositeur, notamment des standards Muskrat Ramble (en), Ory's Creole Trombone (en) et Savoy Blues, il est l'un des acteurs principaux du jazz Nouvelle-Orléans des années 1910 et 1920, et joua avec son orchestre un rôle important dans le revival (« résurrection ») de ce mouvement des années 1940. Il fut un exécutant typique du style de jeu de trombone appelé tailgate caractéristique du jazz Nouvelle-Orléans, consistant à accompagner le jeu de la trompette par un contrepoint rythmique, ponctué d'effets de glissando.

## Biographie
Kid Ory est né à Woodland Plantation près de LaPlace en Louisiane. Il commence dans son enfance à jouer de la musique avec des instruments qu'il a lui-même bricolés et, dès 10 ans, il dirige un ensemble assez bien considéré dans la Louisiane du sud-est. Pour des raisons familiales, il reste à Laplace jusqu'à l'âge de 21 ans avant d'emmener son ensemble en Louisiane.
Entre 1912 et 1919, il dirige l'un des orchestres les plus populaires de La Nouvelle-Orléans, engageant beaucoup des grands musiciens de l'époque, dont le cornettiste King Oliver, les clarinettistes Johnny Dodds et Jimmie Noone et les trompettistes Mutt Carey et Louis Armstrong.
En 1919, il s'installe en Californie où il se produit avec son orchestre, le Kid Ory's Creole. Il y réalise en 1922 sous le pseudonyme de Spike's Seven Pods of Pepper Orchestra son premier enregistrement — qui est également le premier enregistrement d'un groupe noir — dans lequel on peut entendre Ory's Creole Trombone (en) et le Society Blues. À la fin années 1920, il est très actif dans les studios d'enregistrement de Chicago avec les orchestres de Louis Armstrong (dans ces célèbres Hot Five et Hot Seven (en)), Jelly Roll Morton, King Oliver, et bien d'autres. Durant la dépression de 1929, il s'éloigne de la musique pour s'occuper d'une ferme avec son frère.
À son retour en Californie dans les années 1940 et 1950, son orchestre, le Creole Orchestra, est un important moteur du mouvement de revival (résurrection) du genre Nouvelle-Orléans de cette époque, par ses prestations radiophoniques populaires (dont The Orson Welles Show (en)) et ses enregistrements.
Kid Ory est l'un des rares musiciens et chanteurs de jazz à avoir enregistré des morceaux en créole de Louisiane (comme Blanche Touquatoux ou Eh, là-bas ou encore Creole Bobo, une berceuse créole).
Il meurt le 23 janvier 1973 à Hawaii après s'être retiré de la musique en 1966. Son épouse Barbara est décédée en 1977.
Kid Ory avait déclaré : « J'irai en Europe quand un pont sera construit sur l'Atlantique. » Il y vint quand même pour la première fois en 1955 ou 1956.